# فيل بيتس (عازف قيثارة)
فيل بيتس (بالإنجليزية: Phil Bates)‏ هو عازف قيثارة ومغني وملحن بريطاني، ولد في 30 مارس 1953 في Tamworth, Staffordshire ‏ في المملكة المتحدة.